# NGC 6605
NGC 6605 é um aglomerado aberto na direção da constelação de Serpens. O objeto foi descoberto pelo astrônomo John Herschel em 1826, usando um telescópio refletor com abertura de 18,6 polegadas. Devido a sua moderada magnitude aparente (+6), é visível apenas com telescópios amadores ou com equipamentos superiores. 